# هنر برنامه‌نویسی یونیکس
هنر برنامه‌نویسی یونیکس (به انگلیسی: The Art of Unix Programming) کتابی نوشته اریک ریموند است که به بررسی تاریخچه و فرهنگ برنامه‌نویسی تحت سیستم‌عامل یونیکس، از سال‌های آغازین پیدایش این سیستم‌عامل از ۱۹۶۹ تا زمان انتشار کتاب در سال ۲۰۰۳ می‌پردازد و هم سیستم‌های مبتنی بر یونیکس که مستقیماً از خود این سیستم مشتق شدند، مثل بی‌اس‌دی و هم سیستم‌هایی مثل لینوکس که از ابتدا نوشته شدند، اما تلاش می‌کنند تا با یونیکس سازگار باشند را مورد پوشش قرار می‌دهد. نویسنده سعی کرده در این کتاب مفاهیم را با مقایسه کردن یونیکس با دیگر سیستم‌عامل‌ها، هم سیستم‌عامل‌های میزکارمحور و هم سیستم‌عامل‌های تحقیقاتی از جمله پلان ۹ از آزمایشگاه‌های بل توضیح دهد. اشخاص زیادی در نوشتن این کتاب مشارکت کردند و کتاب حاوی تعداد زیادی اظهار نظر و نقل و قول است.
- کن آرنولد
- استیو بلووین
- استوارت فلدمن
- جیم گتیز
- استفن سی. جانسون
- برایان کرنیگان
- دانشمند رایانه
- مایک لسک
- داگلاس مک‌ایلروی
- مارشال کرک مک‌کیوزیک
- کیث پاکارد
- هنری اسپنسر
- کن تامسون